# 核融合エネルギー
核融合エネルギー（かくゆうごうエネルギー）は、水素やヘリウムのように軽い小さな原子核を持った原子やその同位体の、原子核同士の融合によって取り出されるエネルギーである。その反応を核融合反応と呼ぶ。
本来、原子核の安定度は鉄を中心に、軽い小さな原子核は融合する事でより重く大きく、反対に重く大きい原子核は分裂する事で軽く小さくなったほうが自身の持つエネルギーが少なくて済むので安定となる。原子力発電のような核分裂反応は、ウランのように特に重い元素を利用している。核融合反応では反対に小さく軽い原子核を持つ水素やヘリウム、そしてその同位体である重水素や三重水素、ヘリウム3を利用する。しかしヘリウム3は地球上にほとんど存在しないため、極めて入手が難しい。
核融合エネルギーの使い方は、核分裂エネルギーと同様に平和利用と軍事利用に分けることができる。
平和利用
将来実現の期待される未来技術として、核融合反応に基づく熱エネルギーによって発電を行なう核融合炉がある。核融合炉は「地上の太陽」とも呼ばれ、きわめて希薄なエネルギー密度の太陽に比べて核融合炉のエネルギー密度は桁違いに高い。実現は上手くいっても数十年先と言われてきたが、近年では、米国・英国を中心に核融合スタートアップが総額数千億円の投資を受けて実用化をめざしており、特許競争力では中国が首位という報告もある（日本は4位）。2022年12月には、米国ローレンス・リバモア国立研究所で、発生したエネルギーが投入量を上回る「純増」を初めて達成するなど、技術的にも画期的な進歩が続いている。
軍事利用
水素爆弾（水爆）という核爆弾・大量破壊兵器で使われている。実験を除けば、まだ本来の用途である大量破壊には使用されていない。水爆の起爆に核分裂反応である原子爆弾が使われているが、核融合炉で使用するヘリウム3も原子炉内でリチウム6に中性子を当てて三重水素を作り、これがベータ崩壊してヘリウム3を得る方法が考えられている。

## 研究史

### 1900年代前半
核融合の研究は20世紀初頭に始まった。1920年、イギリスの物理学者フランシス・アストンは、4個の水素原子の総質量相当量が1個のヘリウム原子（ヘリウム4）の総質量より重く、水素原子を結合してヘリウムを形成することで正味のエネルギーが放出されることを暗示していることを発見し、恒星が測定される量のエネルギーを生み出すメカニズムの最初のヒントを与えた。1920年代には、アーサー・エディントンが、太陽を動かす主要なシステムとして陽子-陽子連鎖反応(PP連鎖反応)を提唱した。
核融合により生成される中性子は、1933年にケンブリッジ大学のアーネスト・ラザフォードの研究員によって初めて検出された。この実験法はマーク・オリファントによって開発され、最大60万電子ボルトのエネルギーで陽子を標的に向かって加速するというものだった。キャベンディッシュ研究所はアメリカの物理化学者ギルバート・ルイスから数滴の重水を受け取り、加速器を用いて様々な標的に向け発射した。オリファントはラザフォードらと協力して、ヘリウム3（ヘリオン）とトリチウム（トリトン）の核を見つけた。
1939年にハンス・ベーテによって検証された理論では、太陽の核におけるベータ崩壊とトンネル効果が陽子の一つを中性子に変換し、それによってジプロトンではなく重水素が生成される可能性があることが示された。重水素はその後、他の反応を経て融合し、エネルギー出力をさらに高めることになる。この研究により、ベーテはノーベル物理学賞を受賞した。
核融合炉に関する最初の特許は、1946年に英国原子力庁により登録された。発明者は、ジョージ・パジェット・トムソンとモーゼス・ブラックマンであった。これは、Zピンチ概念の最初の詳細な検討であった。1947年から2つの英国のチームがこの概念に基づいた小規模な実験を実施し、さらに大規模な実験を構築し始めた。

### 1950年代

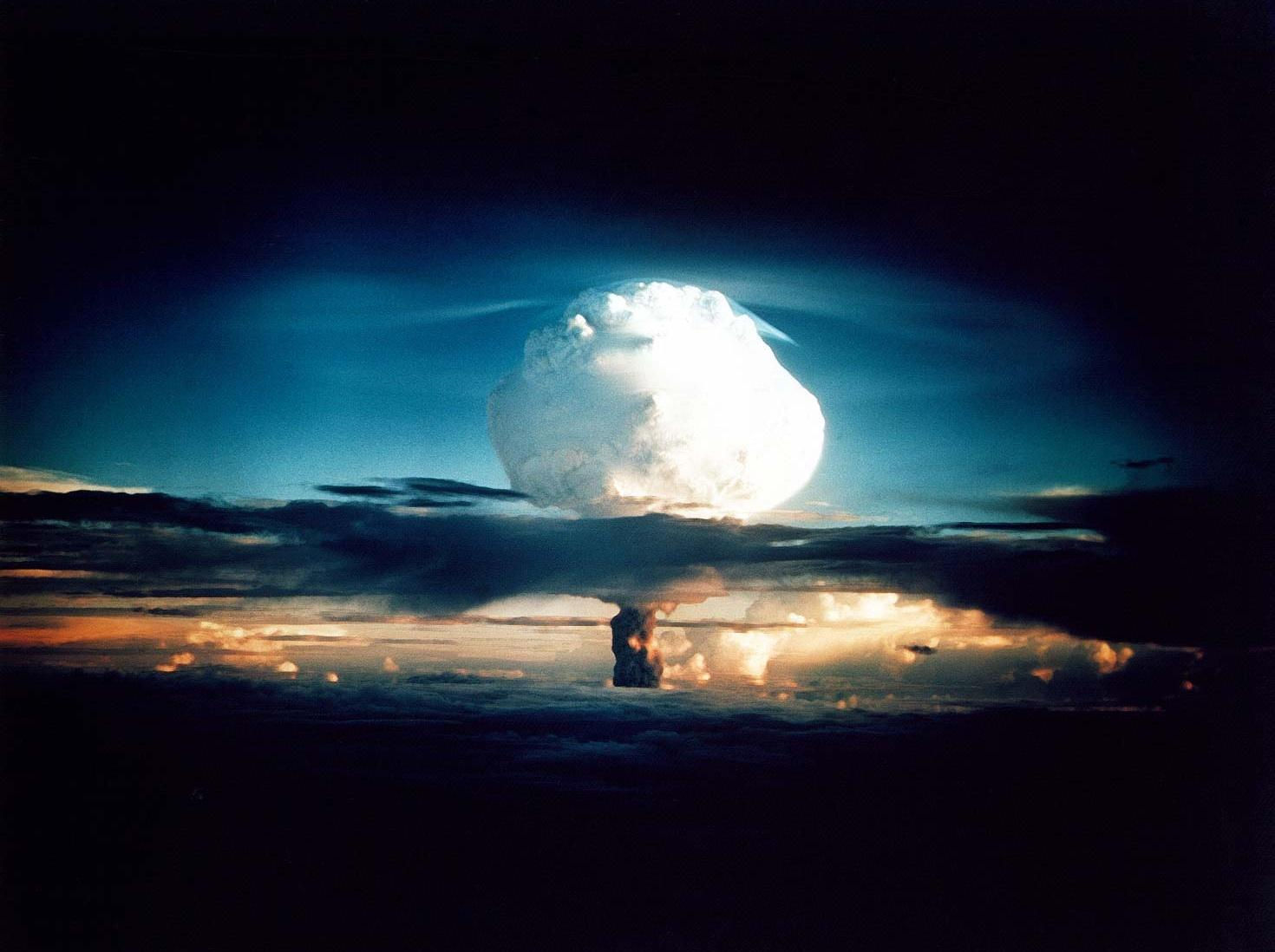
アイビー作戦（マイク実験時のキノコ雲）

最初に成功した人工核融合装置は、1951年の核実験（グリーンハウス作戦）で試験されたブースト型核分裂兵器であった。これに続き、1952年のアイビー作戦で真の核融合兵器、1954年のブラボー実験で最初の実用兵器としての水素爆弾が出現した。これは制御されていない核融合であった。これらの装置では、核分裂爆発で放出されたエネルギーを利用して核融合燃料を圧縮・加熱し、核融合反応を起こす。核融合は中性子を放出し、これが周囲の核分裂燃料に当たることで、原子が通常の核分裂プロセスよりもはるかに速く、ほとんど瞬時に分裂するのである。通常の核分裂兵器は燃料を使い切る前に爆発するが、核融合・核分裂兵器にはこのような実用的な上限がない。

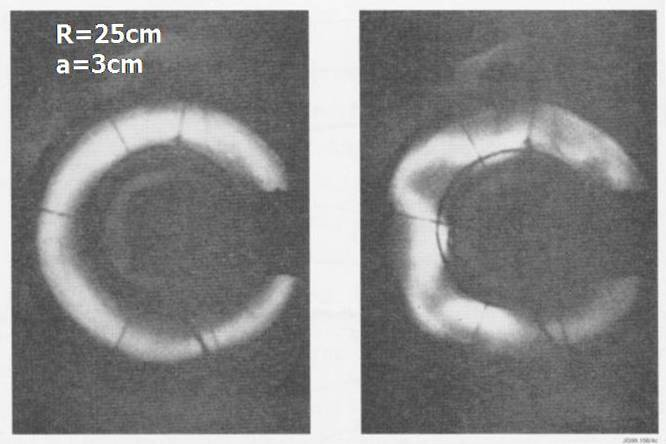
ピンチマシン内でのプラズマの様子（1950年）

発電利用では、1949年にアルゼンチンでロナルド・リクターがウエムル計画を発表した。この結果は捏造であったが、これを契機にコンセプトに注目を集まり、特に、ライマン・スピッツァーは、高温プラズマの閉じ込めに関連する明白な問題を解決する方法を検討し、ヘリカル型を開発した。スピッツァーはアメリカ原子力委員会に試験装置の製作資金を申請した。スピッツァーが予算を獲得して本格的に研究を始めると、数か月にはロスアラモス国立研究所のジェームス・L・タックもZピンチで予算を獲得して研究を始めた。タックの研究は、全てのピンチシステムと同様に、プラズマの不安定性が原因で失敗したが、2つの解決法が示され、ピンチマシンの第2シリーズの設計に繋がった。スピッツァーの研究も不安定さとプラズマ漏れに苦しんだ。
1958年、制御された熱核融合を達成するための実験が、ロスアラモス国立研究所でScyllaIを使用して初めて成功した。スキュラIは、重水素で満たされたシリンダーを備えたθピンチ型の装置だった。電流はシリンダーの側面を流れ落ちた。電流は磁場を作ってプラズマをピンチし、原子が融合して中性子を発生させるのに十分な時間、温度を1500万度まで上昇させた。この研究のスポンサーであるシャーウッドプログラムは1952年1月に5人の研究者と10万ドルの米国からの資金提供で始まり、1965年までに合計2100万ドルがプログラムに費やされた。
1950年には、ソ連のイーゴリ・タムとアンドレイ・サハロフによってトカマク型のプラズマ閉じ込めの方式が考案された。低電力のピンチデバイスと低電力の単純なステラレーターを組み合わせたこの方式は、閉じ込め時間と密度が劇的に改善され、既存のデバイスよりも大幅に改善した。現在では将来の核融合炉に最も有力とされるプラズマ閉じ込めの方式の1つとされ、これまで製作された多くの核融合実験装置や計画中の国際熱核融合実験炉ITERでも採用されている。

### 1960年代
レーザー核融合は、1960年にレーザー自体が発明された直後の1962年に、ローレンス・リバモア国立研究所の科学者によって考案された。当時、レーザーは低出力の機械であったが、低レベルの研究は早くも1965年に始まった。レーザー融合は、正式には慣性核融合として知られており、レーザービームを使用してターゲットを爆縮させることが含まれている。これには直接照射と間接照射の2つの方法がある。直接照射では燃料球に直接レーザーが照射される。一方、間接照射では燃料球をホーラム（hohlraum）と呼ばれる高Zで作られた外枠に入れ、そのホーラムの内側にレーザーを照射し、燃料球はホーラムから出るX線によって照射される。どちらの方法も燃料を圧縮して核融合を起こす。
1964年のニューヨーク万国博覧会では、核融合の最初のデモンストレーションが行われた。装置はゼネラル・エレクトリック社のθピンチ型であり、これは核融合実験に初成功したスキュラIに類似していた。
1967年にはローレンス・リバモア国立研究所のリチャード・F・ポストをはじめとする多くの研究者によって、磁気ミラー型が初めて発表された。
アンドレイ・サハロフ博士のグループのトカマク型炉（T-4）が、1968年に世界初の準安定核融合反応を成功させた。当初、国際社会は非常に懐疑的だったが、イギリスのチームにより事実だと立証された結果、計画されていた多くの装置が中止され、代わりにトカマク型での実験が主流になった。
フィロ・ファーンズワースは、真空管を使った研究で、管の付近に電荷が蓄積することを観測した。今日、この効果はマルチパクター効果として知られている。ファーンズワースは、イオンが高濃度に濃縮されていれば、イオンが衝突して融合する可能性があると推論した。1962年、彼は核融合を達成するためにフューザーと呼ばれる小型核融合機器も発明した。

### 1970年代
1972年にジョン・ナックルズが点火のアイデアを概説した。これは核融合の連鎖反応であり、核融合中に作られた高温のヘリウムが燃料を再加熱し、さらに多くの反応を開始する。ナックルズの論文は大規模な開発を推進し、いくつものレーザーが開発された。これがきっかけとなり、1976年にはイギリスに中央レーザー施設が建設された。
この間、トカマクシステムを理解する上で大きな進歩があった。多くの改良は現在の主流になっており、非円形プラズマや内部のダイバータとリミッタ、多くの場合は超伝導磁石を含み、安定性が向上したいわゆる「Hモード」の磁気島で動作するようになっている。コンパクトなトカマクは真空チェンバーの内側に磁石を配置し、球状トカマクは可能な限り断面積を小さくしている。
1974年に行われたZETAの結果の研究では、実験終了後にプラズマが短い安定期に入るという興味深い副作用が実証された。これが逆磁場ピンチ型の構想につながり、それ以降、ある程度の発展を遂げている。1974年5月1日、KMS核融合会社が重水素-トリチウムペレットで世界初のレーザー誘起核融合を実現させた。

### 1980年代

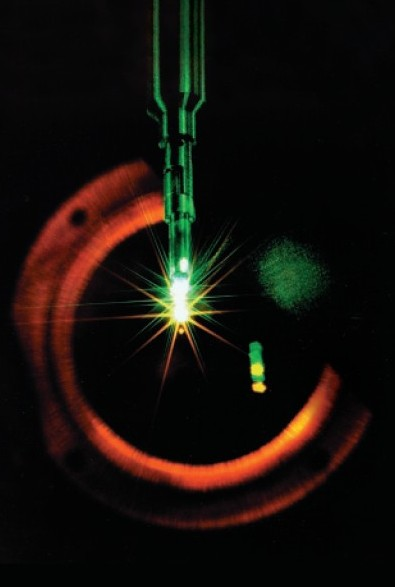
NOVAレーザーによる爆縮

オイルショックや冷戦を受け、1970年代後半から1980年代初頭にかけて、アメリカ政府による大規模な磁気ミラー型プログラムへの資金援助が行われ、装置の開発が進んだ。多くの研究機関が参加したが、最後のミラー核融合実験施設は3億7200万ドルもの費用を要したため、国家予算内でのバランスからすぐ閉鎖された。また、アメリカではレーザー核融合に注力されるようになった。
世界全体としてはトカマク型の建設ラッシュになり、80年代半ばにかけて、フランスではトレ・スープラが、イギリスにはJETが、日本もJT-60が、1988年にはソ連のT-15が完成した。各々が異なる特徴を持ち、それぞれ功績を残している。
1989年3月23日にイギリスのマーティン・フライシュマン教授とアメリカのスタンレー・ポンズ教授が、常温核融合を観測したと発表した。これは話題を呼ぶも、詳細な検討により信頼性は下がり、年末には病的科学と評された。その後も少数の研究者により研究が進められ、2010年頃から再現性が高まり再評価されてきている。呼び名は常温核融合の他に凝縮系核反応、低エネルギー核反応、金属水素間新規熱反応などと呼ばれ研究されている
。
1984年、オークリッジ国立研究所のマーティン・パンが、コンパクトなトカマクの浸食損耗問題を回避しつつ、アスペクト比を大幅に低減するために、磁石コイルの代替配置（球状トカマク）を提唱した。磁石コイルを個別に配線するのではなく、中央に1本の大きな導体を使い、その導体から磁石を半円状に配線することを提案した。これにより、炉の中心にある穴を通るリングが1本になり、アスペクト比を1.2に削減することに成功した。しかし、当時はアメリカ政府の核融合関連予算が削減されていた時期だったので、国内で実証機を製作する資金は得られなかった。それでも英国原子力庁のデレク・ロビンソンの目に留まり、1990年にイギリスでSTARtを建設することができた。

### 1990年代
1991年、JETが史上初のDTプラズマ燃焼実験で核融合出力パワー最大1.7MWを達成し、相当の出力を伴う制御核融合反応を証明した。この結果は、発電方法としての核融合の現実性を裏付けるマイルストーンとなった。JETは、1997年に1秒間連続的に16MWを生成し、核融合で4MWを4秒間生み出すなど、現在でも核融合で生成したエネルギーの世界一の記録を保持する。
アメリカでは、1992年にレーザーエネルギー研究所のロバート・マッコリーがレーザー核融合（ICF）の現状を超えるNIFを提唱する主要な論文をPhysics Today誌に発表した。これに続き、ジョン・リンドルもNIFを提唱する主要なレビューを1995年に発表している。この間、低温処理システムや新しいレーザー設計（特にNRLのNIKEレーザー）、トムソン散乱のような改善された診断法など、多くのICFサブシステムが開発されていた。これらの研究と、核融合発電協会やNRLのジョン・セシアンなどのグループによるロビー活動により、90年代後半には議会でNIFプロジェクトへの資金提供が認められた。これにより国際的なITER計画から離脱したが、NIFの建設は期間と費用が大幅に上がり、ITER計画には主導権を失いながら再加入することになった。NIFは反発にあいながらも2009年に完成した。
1980年代の米国、ソ連、日本およびユーロ間の核融合研究協力の協力と、ITER概念設計活動の終了後、より詳細な設計と、建設に必要な研究開発を行うことを目的として、上記4ヶ国は工学設計活動(Engineering Design Activity, EDA)を開始することに合意し、「国際熱核融合実験炉のための工学設計活動における協力に関する欧州原子力共同体、日本国政府、ロシア連邦及びアメリカ合衆国の間の協定（EDA協定）」を1992年に締結した。最終設計書の完成は2001年。

### 2000年代
レーザー核融合における「高速点火」は90年代後半に開発されたもので、レーザーエネルギー研究所がOMEGA-EPシステム構築のために推進していたものである。このシステムは2008年に完成した。高速点火方式レーザー核融合は従来の中心点火方式に比べて10倍程度効率が良いことから、エネルギー生産のための有用な技術であると考えられている。HiPERと呼ばれる高速点火方式専用の実験施設を建設する案もあったが、実現はしていない。
2005年4月、UCLAのチームが、タンタル酸リチウムを用いて重水素の原子核ビームを発生・加速させるのに十分な電荷を発生させ、「実験台に収まる」装置で核融合を起こす方法（焦電核融合）を発表した。この方法は、正味エネルギーが得られないため、発電目的には実用的ではない。しかし、小さな中性子生成装置、特に重水素ではなく三重水素を用いるようなものにおいては有用な技術であると考えられている。
2006年には中国のEAST実験炉が完成した。独自開発の世界初の非円形断面全超伝導トカマクで、プラズマ研究面で複数の独創的成果を収めることになる。
2000年代初頭、ロスアラモス国立研究所の研究者たちは振動しているプラズマは局所的な熱力学的平衡状態にあるのではないかと考え、POPSやペニング・トラップが開発された。

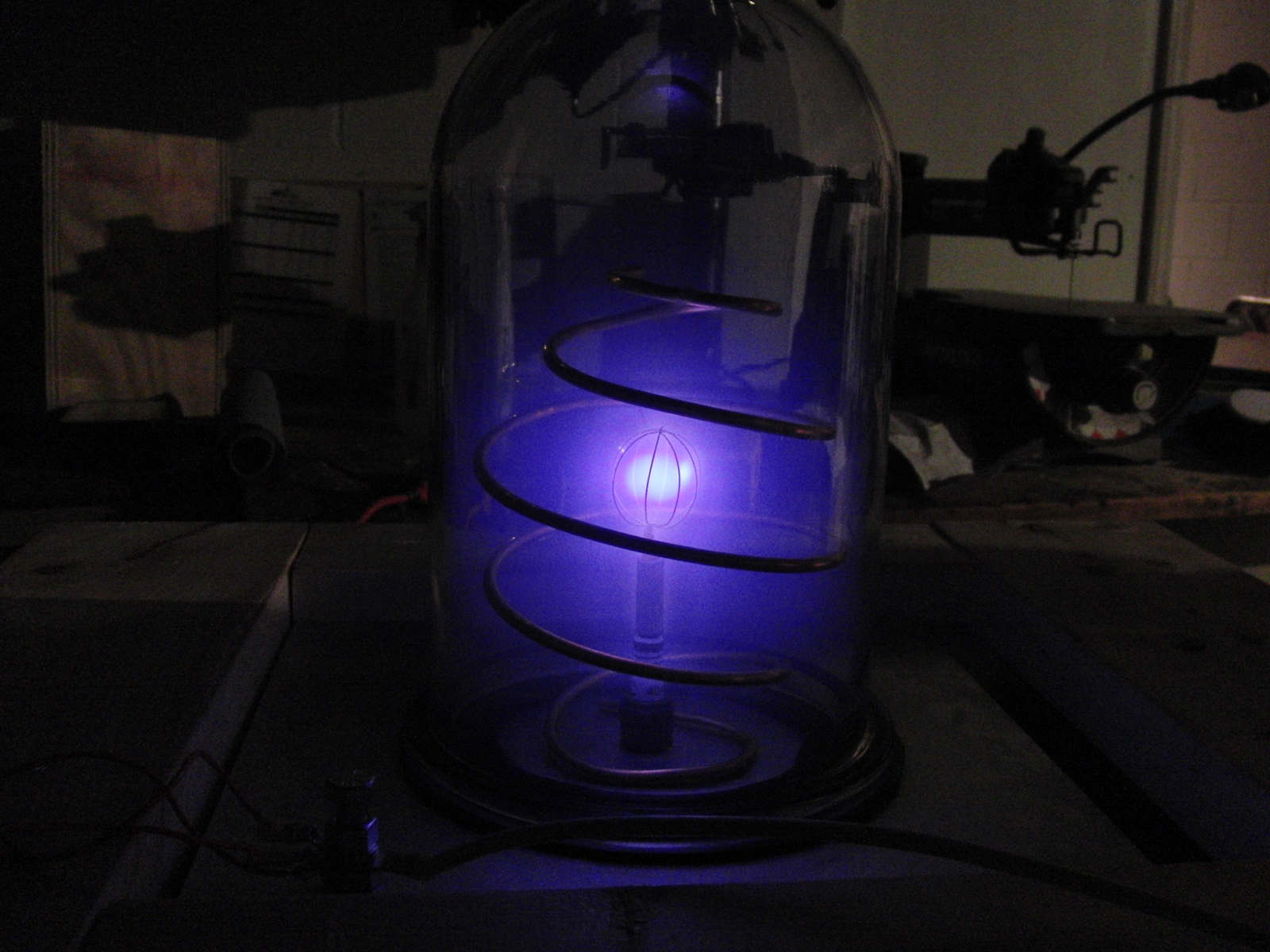
高校生によって作られた自家製フューザー

2000年代初頭には、商業的に利用可能な核融合発電所を開発するという目標を掲げ、革新的なアプローチを追求する民間の核融合企業が数多く設立された。逆転磁場配位型や磁化標的核融合、球状トカマクなど、各々で多様なアプローチが取られている。また、アマチュアが自作フューザーで実験することも増えてきた。

### 2010年代
レーザー核融合の研究が、NIFとフランスのレーザー・メガジュールをメインに行われた。2010年にNIFの研究者は、核融合燃料を用いた高エネルギー点火実験のための最適なターゲット設計とレーザーパラメータを決定するため、一連の「調整」発射を行った。発射実験は2010年10月31日と11月2日に行われた。その後、2013年8月には核融合反応で放出されるエネルギー量が燃料に吸収されるエネルギー量を上回るマイルストーンを達成した。次のステップとして、ホーラム（爆縮を起こすX線を生成するための円筒形の容器）が非対称に壊れたり、早すぎたりするのを防ぐためにシステムを改良することが報告されている。
この年代で官民ともに研究が盛んになった。フェニックス・ニュークリア・ラボは、24時間にわたって毎秒5×10^11回の重水素核融合反応を維持することができる高収量中性子発生装置の販売を発表した。2014年には、ロッキード・マーティン社は、高ベータ核融合炉の開発を発表し、2017年までに100メガワットのプロトタイプを作り、2022年までに定常運転を開始する意向を示した。 2015年10月、マックス・プランクプラズマ物理学研究所は、これまでで最大のステラレーターであるヴェンデルシュタイン7-Xの製作を完了した。12月には最初のヘリウムプラズマの生成に成功し、2016年2月には装置初の水素プラズマの生成に成功した。2018年には2度の試験に成功した。

### 2020年代
2021年11月8日に、APSプラズマ物理学部門の年次大会で、8月にNIFが核融合反応から1.35MJという記録的な量のエネルギーを実験室で発生させることに初めて成功したと報告された。そして2022年12月5日には、史上初めて核融合反応の「点火」に成功した。2.05MJの入力に対し、約3.15MJのエネルギーが生成されたのである。ただし、192本のレーザーを稼働させる過程で322MJのエネルギーが消費されている点を留意する必要がある。それでも、核融合からエネルギーを取り出すことが、机上の空論ではなくなった事実には大きな意義がある。
中国のEASTでは、2021年12月に7000万度のプラズマを1000秒以上維持する世界記録を達成し、2023年4月には高出力で403秒の運転を達成させる世界記録を達成している。